# 中村隆夫 (美術史家)
中村 隆夫（なかむら たかお、1954年 - ）は、日本の美術史家。多摩美術大学美術学部教授。

## 略歴
東京都出身。
1979年上智大学文学部フランス文学科卒業。1983年慶應義塾大学大学院文学研究科哲学専攻修士課程修了。
滋賀県立近代美術館、毎日新聞社、損保ジャパン東郷青児美術館などを経て、1999年多摩美術大学造形表現学部共通教育講師、2000年助教授、2003年教授。2014年より同大学美術学部教授。
　

## 著書

### 単著
- 『象徴主義 モダニズムへの警鐘』（東信堂, 1998年）
- 『象徴主義と世紀末世界』（東信堂, 2019年）。増訂版

### 共著
- （河村錠一郎・小穴晶子・福島勝則・諸川春樹）『バロックの魅力』（東信堂, 2007年）

### 訳著
- ヴァニーナ・コスタ『オルセー美術館』（福武書店, 1991年）
- ピエール・カバンヌ『ピカソの世紀 キュビスム誕生から変容の時代へ 1881‐1937』（西村書店, 2008年）
- ピエール・カバンヌ『続 ピカソの世紀 ゲルニカと戦争、そして栄光と孤独 1937-1973』（西村書店, 2008年）